# Aaron Megued
Aaron Megued (en hebreo: אהרון מגד; Włocławek, 10 de agosto de 1920-23 de marzo de 2016) fue un escritor y editor polaco que emigró con su familia en 1926 a Palestina (actualmente Israel y los territorios palestinos bajo ocupación militar ilegal israelí).

## Biografía
Entró al kibutz Sdot Iam y trabajó en el puerto de Haifa. Dejó el kibutz en 1950 y se estableció en Tel Aviv, donde editó el periódico Ba-Shaar. 
Junto con un grupo de amigos fundó el semanario literario Masa que se convirtió en el suplemento literario del diario «Lamarjav». Durante años, se desempeñó como agregado en Londres.

## Temática
Megued, frecuentemente autobiográfico, osciló entre el realismo y el surrealismo. Su novela corta «Jedva y yo» es realista y trata de su desventura de un miembro de un kibutz que debe dejarlo contra su voluntad por exigencias de su mujer. La atmósfera kibutziana se siente también en su libro de cuentos «Vientos del mar», el primero que publicó.
Su literatura es enjuiciadora.[cita requerida] Habla del el fracaso de la sociedad moderna israelí, el hecho de que los hijos sean menos emprendedores, nobles y desinteresados que sus padres, la serie de expectativas que no se dieron. Es pesimista por excelencia. Una de sus obras más ambiciosas. «Ha jai al ha met» (1965) es, también, una de las obras de mayor crítica social.
En «El nombre» presenta el conflicto reinante entre un abuelo y la nieta. El abuelo Ziskind vive en el recuerdo del Holocausto, torpe ante el presente, en duelo permanente por su familia asesinada y su ciudad asesinada.